# Adolphe del Fosse et d'Espierres
Adolphe Auguste Ghislain del Fosse et d'Espierres (Doornik, 17 januari 1798 - 18 maart 1879) was een Belgisch senator en burgemeester.

## Levensloop
Hij was de oudste van vier kinderen van Auguste del Fosse et d'Espierres (1762-1832) en van Alexandrine Errembault et d'Oroir (1774-1836). August verkreeg in 1816 adelserkenning met de titel van baron, overdraagbaar bij eerstgeboorte. Het is bij zijn dood dat Adolphe de baronstitel erfde. Hij trouwde in 1828 met Adolphine de la Croix (1807-1879).
In 1839 werd hij burgemeester van Spiere en bekleedde dit ambt tot aan zijn dood.
In 1847 werd hij katholiek senator voor het arrondissement Kortrijk, in opvolging van Philippe Vilain XIIII die zijn Kortrijkse senaatszetel opgaf om er een in Sint-Niklaas op te nemen. Del Fosse bleef maar een jaar in functie en werd vervangen door Charles de Schietere.
Hij zetelde in de senaat in dezelfde periode als zijn jongere broer Ghislain del Fosse et d'Espierres.